# Titrační standard
Titrační standard je vzorek látky o známé koncentraci, pomocí jehož spotřeby se určuje koncentrace měřené látky při titraci.

## Princip titrace

Ukázka acidobazické titrace. Vlevo provedení titrace, vpravo grafické znázornění titrace (červený bod je bod ekvivalence)

Princip titrace se zakládá na stanovení neznámé koncentrace známého objemu analyzovaného roztoku, do kterého se přidává činidlo o známé koncentraci - nazývané titrační standard nebo zkráceně titr. Ve chvíli, kdy je přidáno takové množství činidla, že látky spolu právě a beze zbytku zareagují, nastane bod ekvivalence. Aby se jednoznačně a přesně zjistilo, kdy nastal bod ekvivalence, přidává se do titrovaného roztoku indikátor. Změřením objemu spotřebovaného objemu činidla lze pak určit koncentraci neznámého analyzovaného vzorku.

## Titrační standard
Titrační standard (činidlo, odměrné činidlo, odměrný roztok) je vzorek látky o známé koncentraci, pomocí jehož spotřeby při titraci se určuje koncentrace měřené látky.
Požadavky na titrační standard jsou:
- musí se jednat o stálou látku, aby se v průběhu času neměnila koncentrace
- měl by mít velkou molární hmotnost
- musí se jednat o chemické individuum bez příměsí.

Požadavky na reakci mezi titračním standardem a analyzovanou látkou:
- známá reakce (definovaná stechiometrie)
- probíhá kvantitativně
- probíhá rychle
- umožňuje zachytit dosažení bodu ekvivalence